# Isabel Corvina
La condesa Isabel Corvina (en húngaro: Corvin Erzsébet) (21 de diciembre de 1496 – Gyula, 1508) fue una noble húngara, nieta del rey Matías Corvino de Hungría.

## Biografía
Isabel era hija del conde Juan Corvino, el hijo ilegítimo del rey Matías Corvino de Hungría. El monarca húngaro no había tenido herederos en su matrimonio, por lo cual reconoció a Juan Corvino, y lo hizo criar en medio de incontables lujos y pronto lo invistió de títulos y honores. Igualmente arregló el matrimonio de Juan con la noble Beatriz de Frangepán, descendiente de una relevante familia de su época, con la cual tuvo varios hijos, entre ellos a Isabel Corvina en 1496. Al poco tiempo Isabel tuvo un hermano menor, Cristóbal. En aras de unir familias poderosas, en 1505 Isabel fue comprometida con Jorge Szapolyai, hijo de Esteban Szapolyai. Sin embargo al poco tiempo Isabel murió a los 12 años de edad, y el matrimonio nunca se consumó. Juan de Zápolya murió en 1526 en la batalla de Mohács. Isabel fue el último miembro de la familia real de Matías Corvino.